# III. Amenemhat piramidionja
III. Amenemhat piramidionja, vagyis piramisának csúcsidomja a kairói Egyiptomi Múzeum gyűjteményében található.

## Története
III. Amenemhat fáraó úgynevezett fekete piramisát Dahsúrban építették fel az időszámítás előtti 19. században. Az építmény csúcskövetét csak 1900-ban találták meg, amikor a régiségek felügyeletének leendő igazgatója, Gaston Maspero helyszíni ellenőrzést végzett, miután rablók megtámadták a szakkarai nekropolisz őreit.
Amenemhat piramisának keleti oldalán egy szürke kőre bukkantak, mely a homokból állt ki. Felületén véseteket találtak, ezért a bazalt piramidiont kiásták és a kairói múzeumba szállították. A gúla alakú kő egykor a piramis csúcsa volt. Oldalába szárnyas napkorongot, szemeket és hieroglifákat véstek.
Az évezredek múlását csak kevés piramidion élte túl, többségük csiszolt fekete gránitból készült, alkotóik beléjük vésték a piramis tulajdonosának nevét. Az egyiptomi múzeumban négy ilyen gúla is van, köztük Hendzser piramisáé.